# زیردریایی یو-۳۵۲
زیردریایی یو-۳۵۲ (به انگلیسی: German submarine U-352) یک زیردریایی بود که طول آن ۶۷٫۱ متر (۲۲۰ فوت ۲ اینچ) بود. این زیردریایی در سال ۱۹۴۰ ساخته شد.